# Santaloides volubile
Santaloides volubile là một loài thực vật có hoa trong họ Connaraceae. Loài này được (Blanco) G. Schellenb. miêu tả khoa học đầu tiên năm 1910.